# Рафаель Егускіса
Рафаель Егускіса (ісп. Rafael Egusquiza, 14 липня 1935 — 1 червня 2017) — іспанський хокеїст на траві.
Бронзовий призер Олімпійських Ігор 1960 року.